# Терворт, Роб
Робертюс (Роб) Терворт (нидерл. Robertus "Rob" Tervoort; род. 19 июля 1956, Хейло) — нидерландский футбольный вратарь, завершивший игровую карьеру, выступал за нидерландский «Аякс» и бельгийские команды «Тонгерен» и «Синт-Никлас».

## Карьера
Спортивную карьеру начинал в родном городе в футбольном клубе ХСВ. В 1975 году Терворт перешёл в амстердамский «Аякс». Дебютировал Роб в команде 8 мая 1977 года в матче чемпионата Нидерландов против керкрадской «Роды», завершившимся домашним поражением амстердамцев со счётом 1:2. В дебютном сезоне он провёл только две игры в чемпионате.
В сезоне 1977/78 Терворт был вторым вратарём в клубе после Пита Схрейверса, третьим голкиперов был Петер Ягер. В своём втором сезоне Роб отыграл в трёх играх чемпионата. В том же сезоне Терворт отыграл один матч в Кубке европейских чемпионов — 14 сентября 1977 года «Аякс» в гостях проиграл норвежскому «Лиллестрёму» со счётом 2:0. Летом 1979 года Роб отправился в Бельгию, там он выступал за клуб «Тонгерен» и «Синт-Никлас».
Терворт также работал тренером вратарей в любительском клубе ХСВ, из его родного города Хейло.